# Iwanowiec
R-334 Iwanowiec (Р-334 Ивановец) – radziecki, następnie rosyjski kuter rakietowy projektu 12411 (w kodzie NATO: Tarantul III). Nosił stały numer burtowy 954. Wszedł do służby w Marynarce Wojennej ZSRR w 1989 roku pod oznaczeniem R-334, przejęty następnie przez Marynarkę Wojenną Rosji, w 1998 roku otrzymał nazwę „Iwanowiec”. Służył we Flocie Czarnomorskiej. Prawdopodobnie został zatopiony w 2024 roku podczas inwazji na Ukrainę.

## Historia
Na początku lat 70. w biurze konstrukcyjnym Ałmaz w ZSRR rozpoczęto prace nad kutrami rakietowymi nowego pokolenia projektu 1241, pod kryptonimem Mołnija. Pierwszą serią były kutry projektu 1241.1, uzbrojone w starsze pociski P-15 Termit, natomiast docelowym wariantem dla marynarki ZSRR, do którego należał kuter R-334, stały się okręty projektu 12411 uzbrojone w nowo opracowane pociski 3M80 Moskit, budowane od lat 80. w liczbie 33 okrętów. W ZSRR były one klasyfikowane jako kutry rakietowe (rakietnyj katier).
Kuter R-334 został zbudowany w Stoczni Średnio-Newskiej (ros. Sriednie-Niewskij Sudostroitielnyj Zawod) w Leningradzie, pod numerem budowy 211. Stępkę pod budowę położono 4 stycznia 1988 roku, a wodowano go 28 lipca 1989 roku.

## Opis
Wyporność standardowa okrętu wynosi 436 ton, a pełna 493 tony. Długość wynosi 56,10 m, szerokość: 10,20 m, a zanurzenie maksymalne: 2,50 m.
Okręty mają napęd w systemie CODAG, z dwoma turbinami gazowymi M-70 mocy szczytowej o mocy łącznej 24 000 KM i dwoma marszowymi silnikami wysokoprężnymi M-510 o mocy łącznej 8000 KM, napędzającymi dwie śruby. Prędkość maksymalna wynosi 41 węzłów, a ekonomiczna 14 w. Zasięg przy prędkości 12 w wynosi 2400 mil morskich, przy 14 w: 1600 Mm, a przy 36 w: 400 Mm.
Zasadnicze uzbrojenie stanowią dwie podwójne wyrzutnie pocisków manewrujących woda-woda 3M80 Moskit, z czterema pociskami. Uzupełnia je artyleria w postaci armaty uniwersalnej kalibru 76,2 mm AK-176. Do samoobrony służą dwa sześciolufowe działka przeciwlotnicze kalibru 30 mm AK-630M, tworzące zestaw obrony bezpośredniej, oraz poczwórna wyrzutnia pocisków przeciwlotniczych bardzo krótkiego zasięgu samonaprowadzających się na podczerwień Strieła-3 lub Igła, z zapasem 16 rakiet.
Okręty mają stację radiolokacyjną wykrywania celów i naprowadzania pocisków Monolit. Do kierowania ogniem artylerii służy stacja radiolokacyjna MR-123/176 Wympieł. Ponadto wyposażone są w system walki radioelektronicznej Wympieł-R2 i dwie wyrzutnie celów pozornych PK-16

## Służba
Okręt wszedł do służby w Marynarce Wojennej ZSRR 30 grudnia 1989 roku z oznaczeniem alfanumerycznym: R-334 (Р-334). Został przydzielony do Floty Czarnomorskiej ZSRR. Wchodził w skład 295. Sulińskiego Dywizjonu Kutrów Rakietowych Orderu Czerwonego Sztandaru.
Po rozpadzie ZSRR w grudniu 1991 roku i podziale Floty Czarnomorskiej w drugiej połowie lat 90. R-334 został przejęty przez Rosję. W listopadzie 1998 roku patronat („szefostwo”) nad okrętem objęły władze obwodu iwanowskiego, a w 2000 roku otrzymał imię: „Iwanowiec”. Według innych źródeł, już w 1998 roku otrzymał imię: „Iwanowiec”. W Rosji nosił stały numer burtowy 954.
Podczas inwazji Rosji na Ukrainę, został w nocy z 31 stycznia na 1 lutego 2024 roku zaatakowany  uderzeniowymi łodziami bezzałogowymi (dronami morskimi) w rejonie jeziora Donuzław na anektowanym Krymie, przez ukraińskie siły specjalne. Główny zarząd wywiadu ministerstwa obrony Ukrainy oświadczył, że „Iwanowiec” otrzymał kilka uderzeń w kadłub i zatonął na płyciźnie, na potwierdzenie czego opublikowano nagrania z kamer dronów. Do ataku użyto 10 łodzi Magura V5, z czego trafiło sześć. Utrata okrętu nie została oficjalnie potwierdzona.